# Кирьякова, Марина Михайловна
Мари́на Миха́йловна Кирьяко́ва (род. 30 августа 1959, Алма-Ата, Казахская ССР) — советская волейболистка, игрок сборной СССР (1985—1987). Чемпионка СССР 1985. Связующая. Мастер спорта международного класса (1986), заслуженный мастер спорта России (2003).
Выступала за команды: 1976—1981 — АДК (Алма-Ата), 1981—1990 — ЦСКА, 1990—1992 — «Эмлякбанк» (Анкара, Турция). Чемпионка СССР 1985, серебряный (1982, 1987) и бронзовый (1988) призёр чемпионатов СССР. Обладатель Кубка СССР 1984, серебряный (1982, 1986) и бронзовый (1987) призёр розыгрышей Кубка СССР. Победитель Кубка европейских чемпионов. Победитель розыгрыша  Кубка обладателей кубков ЕКВ 1988. Чемпионка Турции 1991, серебряный призёр чемпионата Турции 1992.
В составе сборной Москвы в 1986 году стала чемпионкой Спартакиады народов СССР.
В сборной СССР выступала в 1985—1987 годах. В её составе: серебряный призёр чемпионата Европы 1987, бронзовый призёр Кубка мира 1985, победитель Игр доброй воли 1986, участница чемпионата мира 1986.
Мужем Марины Кирьяковой является известный советский фехтовальщик, заслуженный мастер спорта Виктор Кровопусков.